# 利諾馬比奇 (內布拉斯加州)
利諾馬比奇（英語：Linoma Beach）是位於美國內布拉斯加州薩皮縣的普查規定居民點。

## 人口
根據2020年美國人口普查的數據，利諾馬比奇的面積為1.85平方千米，當中陸地面積為1.36平方千米，而水域面積為0.49平方千米。當地共有人口43人，而人口密度為每平方千米23.24人。